# Pepe Rubianes

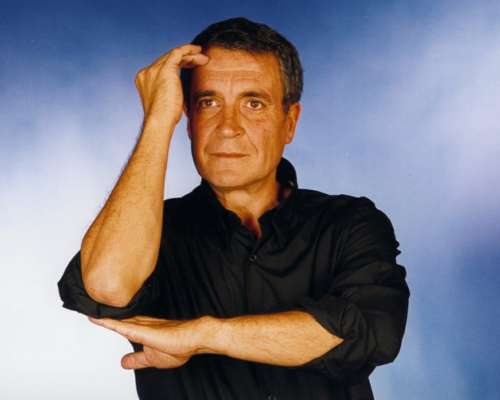
Pepe Rubianes

Pepe Rubianes, eigentlich José Rubianes Alegret (* 2. September 1947 in Villagarcía de Arosa, Pontevedra; † 1. März 2009 in Barcelona), war ein spanischer Schauspieler.

## Leben
Rubianes machte mit provokanten Äußerungen von sich reden. So erklärte er im katalanischen Fernsehen, dass ihn die Einheit Spaniens nicht interessiere.
Von 1984 an war er vor allem in TV-Produktionen und Serien zu sehen. 1996 gewann er den Career Achievement Butaca der spanischen Butaca Awards.
Rubianes starb an einem Krebsleiden.